# 姆克瓦瓦

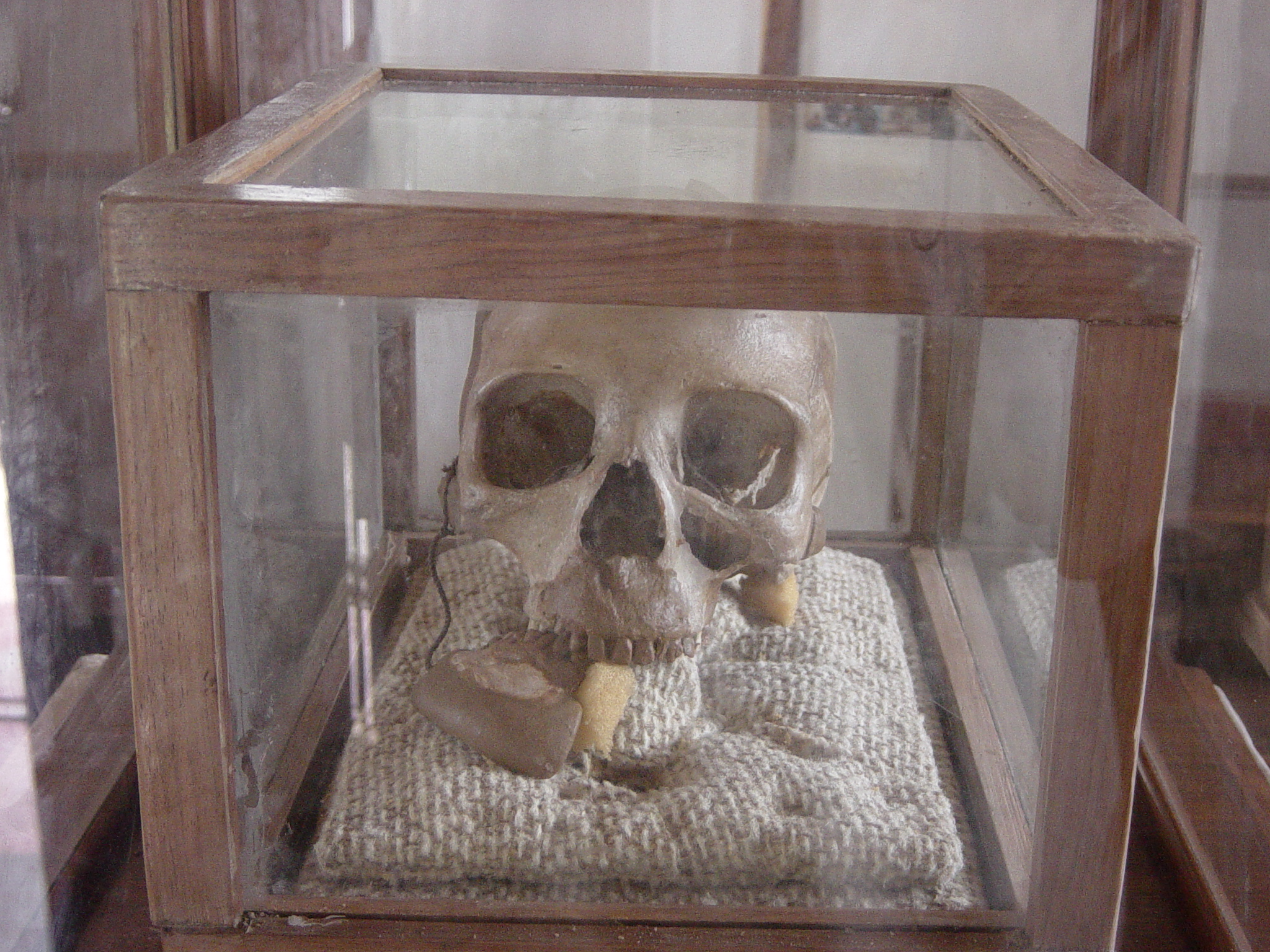
姆克瓦瓦的头骨。

姆克瓦瓦（Mkwawa，1855年—1898年）是坦噶尼喀（今属坦桑尼亚）的赫赫族首领。1879年继其父酋长位。1891年德国入侵其地，姆克瓦瓦领导族人反抗。1894年德军侵占首府卡伦加后，继续领导针对德国殖民者的游击战。1898年7月19日，他被德军包围，被迫自杀。死后其头颅被德国士兵割下送至柏林，直到1954年才归还坦桑尼亚。
姆克瓦瓦出生于坦噶尼喀伊林加的酋长家庭。1879年继位后，成为赫赫族首领，以卡伦加为中心建立王国。占有塔波拉通道的中段、姆帕帕和基洛萨一带。在德国殖民者入侵威胁下，自建军队，修筑要塞，控制象牙交易以购置军火，并主动与邻区恩戈尼族等部族结盟，增强了反侵略的力量。1891年德军入侵时，率军在姆帕帕奋勇抗击，重创敌军，并袭占基洛萨德军要塞。1894年首府失陷后，转入丛林坚持游击战。1898年6月因叛徒出卖，遭德军包围，被迫饮弹自尽。